# 綾部神社
綾部神社（あやべじんじゃ）は、佐賀県三養基郡みやき町にある神社。旧社格は村社。
八幡神が主神で「綾部八幡宮」「綾部八幡神社」とも呼ばれ、官公庁などでもこちらの表記が用いられることがある。風の神を祀る神社で、日本最古の天気予報ともいわれる「旗上げ神事」「旗下ろし神事」から「日本最古の気象台」とも呼ばれている。

## 歴史
文治5年（1189年）に起こった源頼朝と奥州藤原泰衡の争い（奥州合戦）に、綾部荘の地頭職にあった綾部四郎太夫通俊も弟の加世新太郎通宗等を率いて従軍した。その際に鎌倉の鶴岡八幡宮に参詣して祈念を込めたところ戦功を挙げたことから、元久2年（1205年）に鶴岡八幡の分霊を勧請し、加世新太郎通宗を宮司として居城である綾部城の麓に八幡神社を建立した。また、社領百町歩を寄進して東肥前の鎮護の神としたとされている。
室町時代には、足利一門の渋川氏が綾部城を九州探題府兼肥前守護所の拠点としている。現在でも綾部神社の周辺には、渋川氏が築いた複数の城の遺構が確認できる。
中世には宇佐八幡宮弥勒寺領綾部荘の鎮守八幡宮であり、慶長3年（1598年）には鍋島直茂が祭資を供進し綾部郷（佐賀藩が設けた行政区画で現在の上峰町・中原町辺り）の宗社とした。

## 日本最古の気象台

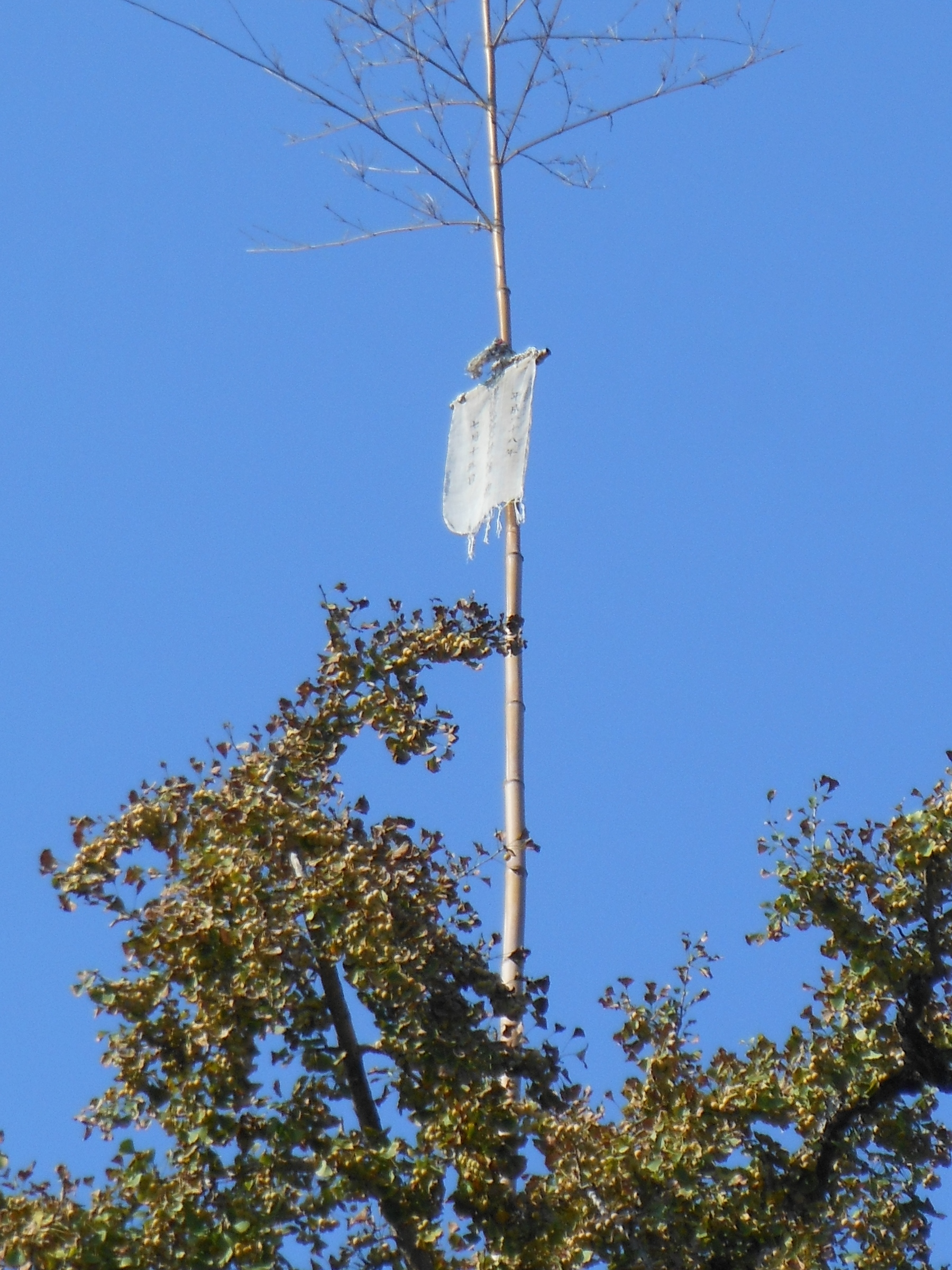
掲げられた旗（平成28年）

綾部神社では毎年7月15日に謹請風神御祈祷守護之璽（きんせいふうじんごきとうしゅごのじ）と書かれた幅1尺、長さ1尺2寸の麻で織った神旗を長さ18メートルの真竹に結び付け、締め込み姿の3名の神旗人（かみはたびと）と呼ばれる男衆によって神社境内のイチョウに高さ30メートルになるよう掲げられる。旗上げから5日後には台風の襲来、農作物の作柄などを宮司が予想する。また、旗下ろしは秋分の日の翌日に行われ、神旗をイチョウから下ろして旗の巻き具合などを観察し、予想の結果の確認を行う。このように旗の巻き具合によってその年の吉凶を占う風占行事は、県内はもとより全国でも他に類例を見ないもので、2017年（平成29年）には県重要無形民俗文化財に指定されている。
神事の由来は神社創建より古く、社伝によれば天暦5年（951年）に綾部では台風や大雨など天候不順に見舞われ、疫病や飢饉が広がったため、脊振千坊に住む隆信（りゅうしん）沙門という僧が50日間で法華経1万部を読誦する発願をし、また里人に「もし私が途中で死んだら私を風の神様として祀ってください。そうすればきっと皆さまをお救いします」と告げて風神信仰があった九千部山（石谷山とも）に入った。50日後、里人が山に入ると隆信は9千部で力尽き息絶えていた。そのため里人はその徳を称え、風神二柱（級長津彦神、級長戸辺神）と隆信沙門を祀った。それ以来山頂に神旗を掲げ豊作などを祈ったのが始まりとされている。後に神旗は綾部神社の御神木であるイチョウの木に移され、また天気を予知する便りともしたものである。また、神社にある1701年（元禄14年）建立の鳥居に、「旗が巻いて、風の具合を知らせる。旗が開いて、神の下す幸である豊穣を示す。一尺二寸其の旗を高く掲げる」という意味の銘も残っている。なお、この故事は九千部山の名称の由来でもある。

## 名物
参道では食べると幸福をもたらすというぼた餅が名物となっている。由来は古く、神社を建立した綾部四郎太夫通俊が奥州合戦から凱旋した際、祝い餅として兵に振る舞ったのが始まりとされる。現在は年中販売されているが、かつては旗上げ神事から旗下ろし神事までの7月‐9月のみ販売される夏の風物詩だった。九州一円から参拝客があり、戦前は十数軒の店があったが戦後も店を再開したのは僅か5軒で、その中の1店舗が参道沿いから県道31号線沿いに店を移してから年中販売されるようになっている。
なお、名称はぼた餅だが、米粒が残る程度に軽く搗いて丸めた餅ではなく完全な餅を用いるため、形状的には一般的に「あんころ餅」と呼ばれるものの方が近い。

## その他
- 隆信が読経を挫折してしまったのは、期限としていた49日をあと7日とした時、赤い目をした白蛇に続いて美しい女が夜ごと現れ隆信を誘惑し、ついに村人を思う気持ちが女を待つ心に変わってしまったためとされている。なお誘惑した女は十羅刹女の9人目に挙げられる「皇諦（こうだい）」とされている。また、この話などから白蛇を風の神の使いとしている。
- 秋の例祭では大名行列を思わせる華やかないでたちで練り歩く「行列浮立」が奉納される。鉄砲隊、やり持ち、はさみ箱、長さ約4メートルの穂先に毛がついた「白熊（はぐま）」と呼ばれる長やりが行列を組み、太鼓、鉦を打ち鳴らし、「ヨイヤーサ」の声を掛けながら練り歩く。また、4年に1度、御神体が下宮へ下る「御神幸祭」の際には、神輿も最後尾に加わる[5]。
- 神木のイチョウは県庁が認定するさが名木100選に選定されている。